# Richard Lebeau
Pour les articles homonymes, voir Lebeau.
Richard Lebeau, né en 1953, est un historien égyptologue français, conférencier et spécialiste du Moyen-Orient.
Il se démarque par la variétés des livres qu'il a rédigé : essais, atlas, guide de voyage, contes illustrés...

## Publications
- Maroc, éditions du Dep, 1990.
- Syrie jordanie 1997-1998, Arthaud, 1998.
- Une histoire des Hébreux : De Moïse à Jésus, Librairie Jules Tallandier, 1998. Rééd. coll. « Texto », 2012.
- Syrie jordanie 1998-1999, Arthaud, 1999
- Voyage en Égypte : Sur les pas de Flaubert, Garde-Temps, 2000.
- Objectif aventure Syrie-Jordanie, Arthaud, 2000.
- Le paysan pharaon, illustrations de Pat Cab, Alain Beaulet éditeur, 2000.
- Majestueux Maroc, Atlas, 2000.
- La reine de Saba, illustrations de Pat Cab, Alain Beaulet éditeur, 2002.
- Parfums d'Orient, Garde Temps, 2002.
- Pyramides, temples, tombeaux de l'Égypte ancienne, Autrement, 2004.
- Atlas de la découverte de l'Égypte de l'Antiquité à nos jours, Autrement, 2007.